# Autódromo

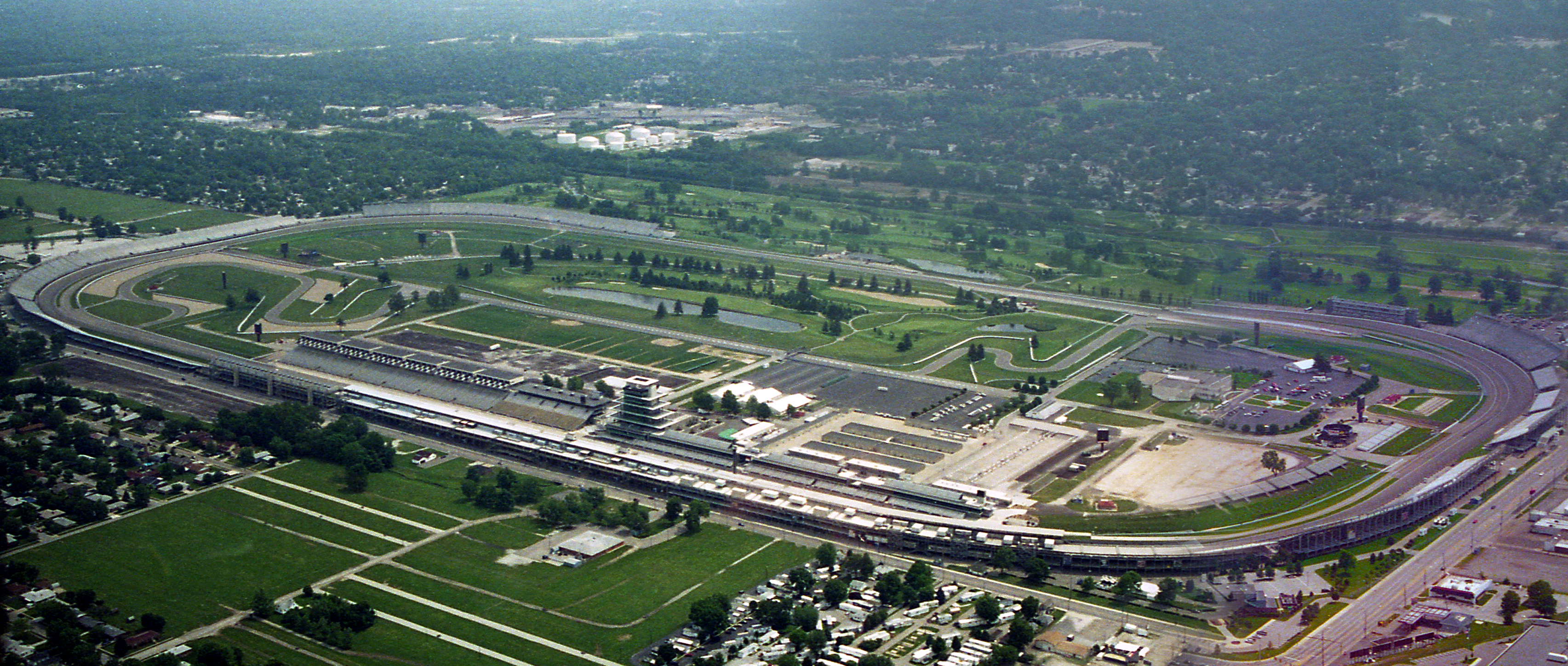
Vista aérea do Indianapolis Motor Speedway.

Um autódromo é uma instalação especificamente preparada para a realização de competições de velocidade ou performance em geral de veículos automotores do automobilismo e motociclismo, que incluem desde caminhões até motocicletas e carros e outros veículos especialmente modificados.
Existem inúmeros tipos de autódromos, sendo os mais comuns os mistos e os ovais. As instalações que utilizam a malha viária de cidades são chamados de "circuitos de rua".
Entre as principais categorias automobilísticas da atualidade, a Fórmula 1 utiliza circuitos mistos e circuitos de rua.
Nos Estados Unidos é bastante comum o uso de circuitos ovais - que são os autódromos mais velozes em uso atualmente especialmente em categorias como a Indy Racing League e a NASCAR.
São exemplos do mais famosos autódromos pelo mundo: Indianapolis (Estados Unidos), Daytona (Estados Unidos), Laguna Seca (Estados Unidos), Le Mans (França), Spa-Francorchamps (Bélgica) Monza (Itália), Silverstone (Reino Unido), Nürburgring (Alemanha), entre outros. O autódromo mais conhecido do Brasil é o de Interlagos, em São Paulo, onde é realizado anualmente o Grande Prêmio do Brasil de Fórmula 1.